# Mydaselpis ignicornis
Mydaselpis ignicornis är en tvåvingeart som först beskrevs av Enrico Adelelmo Brunetti 1929.  Mydaselpis ignicornis ingår i släktet Mydaselpis och familjen Mydidae.
Artens utbredningsområde är Zimbabwe. Inga underarter finns listade i Catalogue of Life.